# The Sims 4: Жизнь на острове
The Sims 4: Жизнь на острове (англ. The Sims 4 Island Living) — седьмое дополнение к компьютерной игре The Sims 4. Выход игры состоялся 21 июня 2019 года. Дополнение вводит игровой мир — острова Сулани, где персонажи могут вести активный отдых на пляже, заниматься дайвингом и кататься на лодках, а также изучать местную культуру. Тематика дополнения «Жизнь на острове» имеет схожие черты расширениями к предыдущим играм серии The Sims, как «The Sims 3: Райские острова», прибрежная зона курорта из The Sims: Vacation и остров Твикки из «The Sims 2: Путешествия».
Дополнение было создано с учётом пожеланий многих игроков — иметь возможность плавать в открытых водоёмах в мирe The Sims 4, для чего был разработан отдельный игровой движок, полностью переработана маршрутизация, а также было добавлено множество связанных с ним элементов геймплея, лёгших в основу данного дополнения. Игровой мир Сулани создавался, как жилой мир, а не курорт, а прототипом местной культуры послужили полинезийские аборигены (маори, гавайцы итд.). Хотя тематика тропического курорта уже присутствовала в дополнениях к предыдущим играм The Sims, вместе с данным дополнением впервые была добавлена возможность быть экологом и бороться с загрязнением окружающей среды. Сами разработчики в основном сами поддерживают экологический активизм и рано или поздно желали затронуть данную тему в The Sims.
Игровые критики заметили явное отличие «Жизни на острове» от предыдущих расширений, которые как правило добавляют в игру дополнительные жизненные ситуации или испытания. Данное дополнение же наоборот выделяется своим эскапизмом и скорее предполагает погружение в новую среду обитания. Рецензенты также оценили введённый геймплей «выживания», изображение туземной культуры, а также экологическую повестку.

## Геймплей
Дополнение вводит жилой игровой мир под названием Сулани (англ. Sulani), который представляет собой тропический архипелаг, с песчаными пляжами, коралловыми рифами и активным вулканом в центре. Архипелаг содержит множество оригинальных локаций, в том числе водопад, пещеру и заброшенный корабль. Представленные участки частично находятся под водой и игрок может строить дома на сваях. Управляемый игроком сим может жить как у пляжа, так и у вулкана. Во втором случае он идёт на определённые риски, так как извержение вулкана может стать причиной пожара в доме.

Ключевой элемент дополнение — добавление пляжей и возможность купаться в открытых водоёмах.

Расширение завязано на активном отдыхе у воды. Симы имеют возможность отдыхать у местных баров, плавать в открытых водоёмах, или отдыхать на надувном матрасе. Также они могут загорать на пляже, или строить с детьми песчаные замки, чрезмерное провождение под открытым солнцем чревато солнечными ожогами. Симы помимо этого могут кататься на лодках-скутерах, каноэ, ловить рыбу сетями или заниматься подводным плаванием для изучения коралловых рифов, дружится с дельфинами. Дополнение добавляет множество видов тропических рыб, которых можно ловить. Сим также может столкнуться с акулами.
Помимо отдыха и развлечений, персонажи могут изучать местную островную культуру и принимать участие в традиционных мероприятиях, таких как например кава-вечеринки, где можно попробовать напиток кава. Персонаж также может заниматься несколькими карьерами, общественной деятельностью или просто перебиваться случайными заработками. Например работать спасателем, рыболовом или водолазом, также сим может выступать в роли эколога и вычищать пляжи и воду от мусора. Деятельность эколога влияет и на внешность острова, вычищая берег от грязи, остров становится ярче, «зеленее», его заселяет больше бабочек. Иногда остров могут сотрясать извержения вулкана, который может спровоцировать каменный дождь. Помимо прочего, остров оберегают духи туземцев, которые благословляют тех, кто заботится об острове и наоборот портят жизнь хулиганам и вандалам.
Дополнение помимо этого вводит мифическое существо — русалку, которая может менять облик. На суше она выглядит как человек, но в воде приобретает рыбий хвост. Русалку можно создать в режиме создания персонажа обоих полов, она обладает рядом сверхъестественных способностей, в том числе может привлекать к себе рыбу, очаровывать своим пением других симов и даже топить их.
| Основной список расширений  | Описание |
| --------------------------- | --- |
| Главная тема дополнения     | Жизнь на острове, активный отдых на воде |
| Новый игровой мир           | Сулани |
| Стиль нового игрового мира  | Архипелаг южной части Тихого океана |
| Новый тип участка           | Пляж |
| Расширение геймплея         | Возможность плавать в открытых водоёмах, кататься на лодке, загорать, заниматься дайвингом, взаимодействие с русалками, дельфинами, традиции туземцев, извержение вулкана итд. |
| Новые навыки                | Дайвинг, плавание (часть навыка «спорт») |
| Новые интерактивные объекты | Лодки, каноэ, сеть для ловли рыбы, коврик для загорания, шезлонг |
| Новые карьеры               | Спасатель, Водолаз, Рыболов все карьеры управляемые |
| Стиль мебели                | фешенебельный курорт, полинезийская кустарная мебель |
| Предметы коллекции          | ракушки, зарытое сокровище |
| Новый вид смерти            | утопление в море, утопление русалкой |
| Фантастические элементы     | русалки, временная сила огня |

## Разработка
Линдси Пирсон и Майкл Дюк из команды разработчиков The Sims 4 отвечая на вопрос, почему была выбрана именно данная тема дополнения, заметили, что возможность плавать в открытых водоёмах и загорать на пляже была одной из главных желаний фанатов игры в последние годы, хотя прежде к симулятору было уже создано множество игровых миров, ни в одном из них не был сделан главный фокус на воде. Образцом для игрового мира послужили «бирюзовые океаны у коралловых рифов в Южной части Тихого океана и Полинезии», одновременно создатели стремились передать собирательные и знакомые образы например в виде водопада, созданного по образу таковых в северной Европе или останков кораблекрушения. Разработчики также заметили, что желали передать чувство знакомого для тех игроков, которые живут или жили на южных островах Тихого океана. Также для острова при наличии дополнения «Времена Года» был разработан особый вид погоды, типичный для — тропического муссонного климата, выражающийся например в кратковременных, но крайне интенсивных грозах.

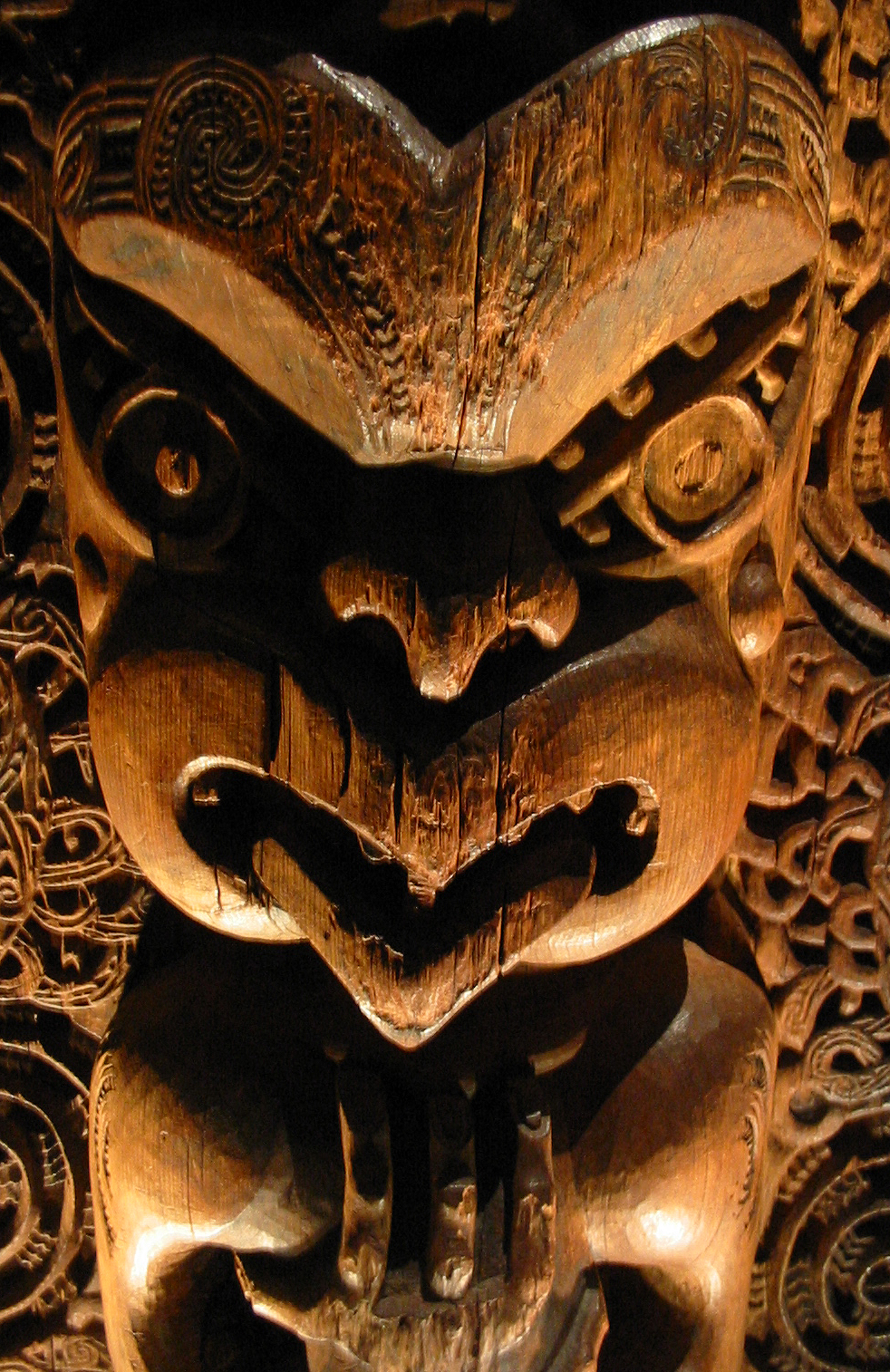
Статуя маори, создатели дополнения вдохновлялись полинезийской культурой

Ключевая особенность дополнения — возможность плавать в открытых водоёмах, для чего специально разрабатывался «игровой движок открытых водоёмов», а также множество связанных элементов геймплея, лёгших за основу дополнения. При работе над открытыми водоёмами, разработчики столкнулись со значительными техническими трудностями. Чтобы проработать анимации перехода сима или животного из суши в воду, а также точки стыковки лодок и катеров, создателям пришлось существенно переписать и обновить маршрутизацию The Sims 4. По этой же причине команда отказалась от возможности плавать симу под водой, как это было в дополнении к The Sims 3 — «Райские Острова». Также команда обновила шейдеры воды, чтобы придать ей бирюзовый оттенок и под ней были видны рыбы с кораллами.

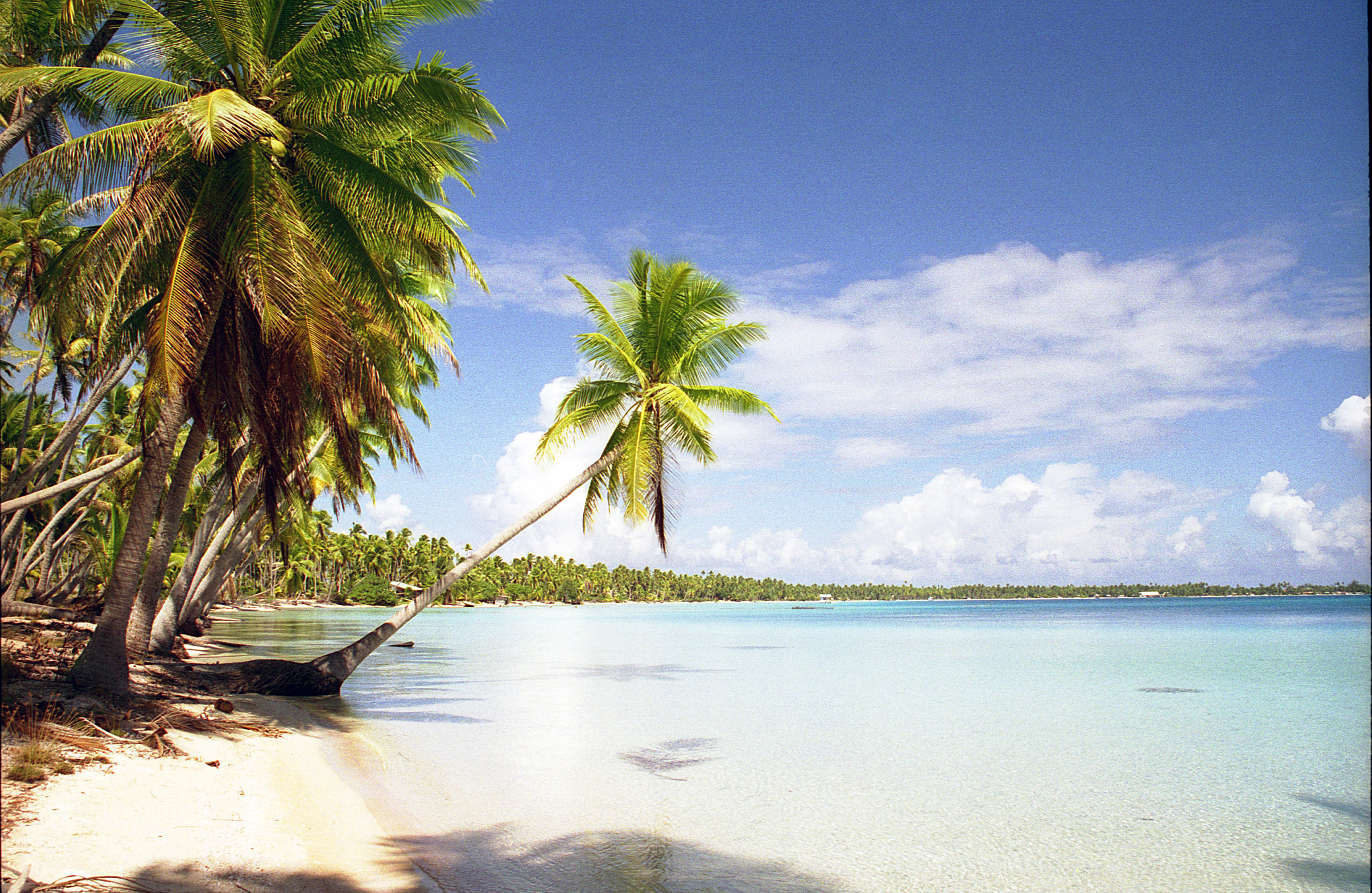
Прототипом для Сулани стали архипелаги Полинезии южной части Тихого Океана

Помимо этого игровой мир является жилым и создатели работали над ним с учётом того, чтобы сим мог прежде всего там жить, а не отправляться временно на отпуск, а также чтобы пляжи Сулани подходили и для семейного отдыха с детьми. Сам архипелаг совмещает в себе антураж туземной, полинезийской культуры, архитектуры и современного курорта. Несмотря на то, что пляжная тематика уже появлялась в предыдущих дополнениях к играм The Sims, в расширении «Жизнь на острове» впервые была добавлена карьера эколога, где персонаж должен вычищать берег и воду от мусора, разработчики таким образом хотели повысить у игроков осведомлённость о проблемах, связанных с угрозой исчезновения изолированных прибрежных экосистем, ярким примером которых является и вымышленный остров Сулани. Майкл Дюк, один из разработчиков заметил, что многие в команде разработчиков волнуются по поводу загрязнения окружающей среды и рано или поздно желали затронуть данную тему и в The Sims 4. Линдси Пирсон также заметила, что тема окружающей среды как никогда актуальна и популярна сегодня, и выражается например в проведении таких мероприятий, как «Всемирный день океанов». Жизнь на острове, это второе расширение, после «Стрейнджервиля» с добавлением «динамичной» локации, которая изменяется под влиянием действия сима. И «Стрейнджервиль» и «Жизнь на Острове» разрабатывались параллельно.
Культура туземцев создавалась по образу полинезийской, при этом разработчики заметили, что хотели придать острову чувство «истории», того что на нём с незапамятных времён жили люди и у них сформировалась своя культура и обычаи. Для придания достоверности, разработчики брали консультацию у некоторых работников EA с определённым знанием полинезийской культуры, расспрашивали у них об иконографии, символах или даже предметах. Арт-директор Стивен Эдвартс заметил, что если как правило вместе с расширениями, дизайнеры добавляют новую одежду следуя последним трендам, то для дополнения «Жизнь на острове» создатели обращались к традиционному искусству и разбору культурных образов и поддерживали идею участия туземных ремесленников и дизайнеров. В целом для дополнения была создана коллекция одежды и предметов в двух основных мотивах, стиль фешенебельного курорта и кустарной мебели с местным колоритом.
Мифическая форма жизни — русалки, были добавлены в дополнение в связи со своей популярностью у игроков в предыдущей The Sims. Хотя русалки обладают гораздо более ограниченным выбором способностей в сравнении с вампирами, для них было прописано множество уникальных анимаций, также отдельную проблему вызывал баланс, в ранних версиях дополнения, одна русалка становилась причиной хаоса на участке и где все симы в воде теряли одежду или тонули. Помимо этого, создатели учитывали и интересы любителей реализма, таким образом сделав так, что игрок на заметит наличие русалок в Сулани, если не выберет для своего участка свойство «Океанический рай».
Помимо прочего, в дополнении представлена первая официальная лесбийская супружеская пара в The Sims 4, добавленная в рамках прайд-месяца 2019 года. Лейла, состоящая в супружеской паре показана в постере дополнения слева, помимо этого в дополнении появляется впервые в истории The Sims базовый трансгендерный персонаж.

## Анонс и выход
Ещё до официального анонса дополнения, ряд онлайн-ретейлеров допустили утечку информации о предстоящем дополнении и её дате выхода, а 7 июня в интернете появились первые изображения предстоящего расширения. Официальный анонс дополнения состоялся на выставке EA Play 2019 в рамках мероприятия E3 2019 8 июня 2019 года, где также был продемонстрирован трейлер игры.
С дополнением «Жизнь на острове», команда создателей хотела дать возможность игрокам сбежать со своими симами в мирный и уникальный рай, чтобы уединиться с природой... Это дополнение позволит фанатам и их симам найти своё счастье, будь то отдых под пальмовым деревом на пляже, дружба с русалкой среди коралловых рифов, или защита окружающей среды Сулани и стремление сделать остова ещё прекраснее, чем они прежде были.
Оригинальный текст (англ.)With Island Living, the development team wanted to give players the chance to escape with their Sims to a peaceful, unique paradise and truly connect with nature... This expansion will enable fans and their Sims to find their bliss, whether it is relaxing under a palm tree on the beach, befriending a mermaid along the coral reefs, or protecting the Sulani environment and ensuring that the island becomes more beautiful than ever.Майкл Дюк на презентации дополнения во время EA Play
Трейлер игры был представлен, как один из шести главных игровых трейлеров игровой выставки. Выход дополнения был запланирован на 21 июня для персональных компьютеров и 16 июля для Xbox One и PS4. При этом, это первое дополнение, анонсированное сразу и для персональных компьютеров и игровых приставок, Майкл Дюк, один из разработчиков заметил, что команда постарается впредь в будущем также анонсировать дополнения для всех носителей и с минимальной разницей в датах выхода. В частности после анонса предзаказ дополнения открылся как и для компьютеров, так и для игровых приставок. Помимо прочего, это последнее дополнение, вышедшее для компьютеров с поддержкой архитектуры 32 бита. Ранее разработчики хотели прекратить поддержку вместе с выпуском каталога «Стрейнджервиль», таким образом «Жизнь на острове» войдёт в состав бесплатного издания The Sims Legacy Edition, предназначенного для 32-битных компьютеров, выпуск которого должен состоятся летом 2019 года.
Представитель сайта Gamerant назвал предстоящее дополнение тем, «что игроки ждали так много лет», а редактор сайта Screenrant заметил, что The Sims 4, несмотря на критику недостатка контента, становится всё более полной и завершённой в том числе и благодаря предстоящему контенту. Также редактор надеется увидеть и в «пляжном рае» и более мрачный комедийный элемент, типичный для игр The Sims, который к надежде редактора не превратит дополнение в «Пляж» Алекса Гарленда.
За день до выхода дополнения, в интернете был опубликован второй трейлер с описанием дополнения от лица русалки Налани, при этом для озвучивания персонажа была приглашена Аулии Кравальо, американская актриса гавайского происхождения, озвучивавшая на английском языке главную героиню из диснеевского мультфильма «Моана», повествующего о приключениях полинезийской принцессы и полубога.
Выход дополнения состоялся 21 июня для Windows и Mac OS и 16 июля для игровых приставок PlayStation 4 и Xbox One. По данным чарт-сайта World of Games, «Жизнь на острове» заняло 26 место в списке самых продаваемых игр для ПК за 2019 год.

## Музыка

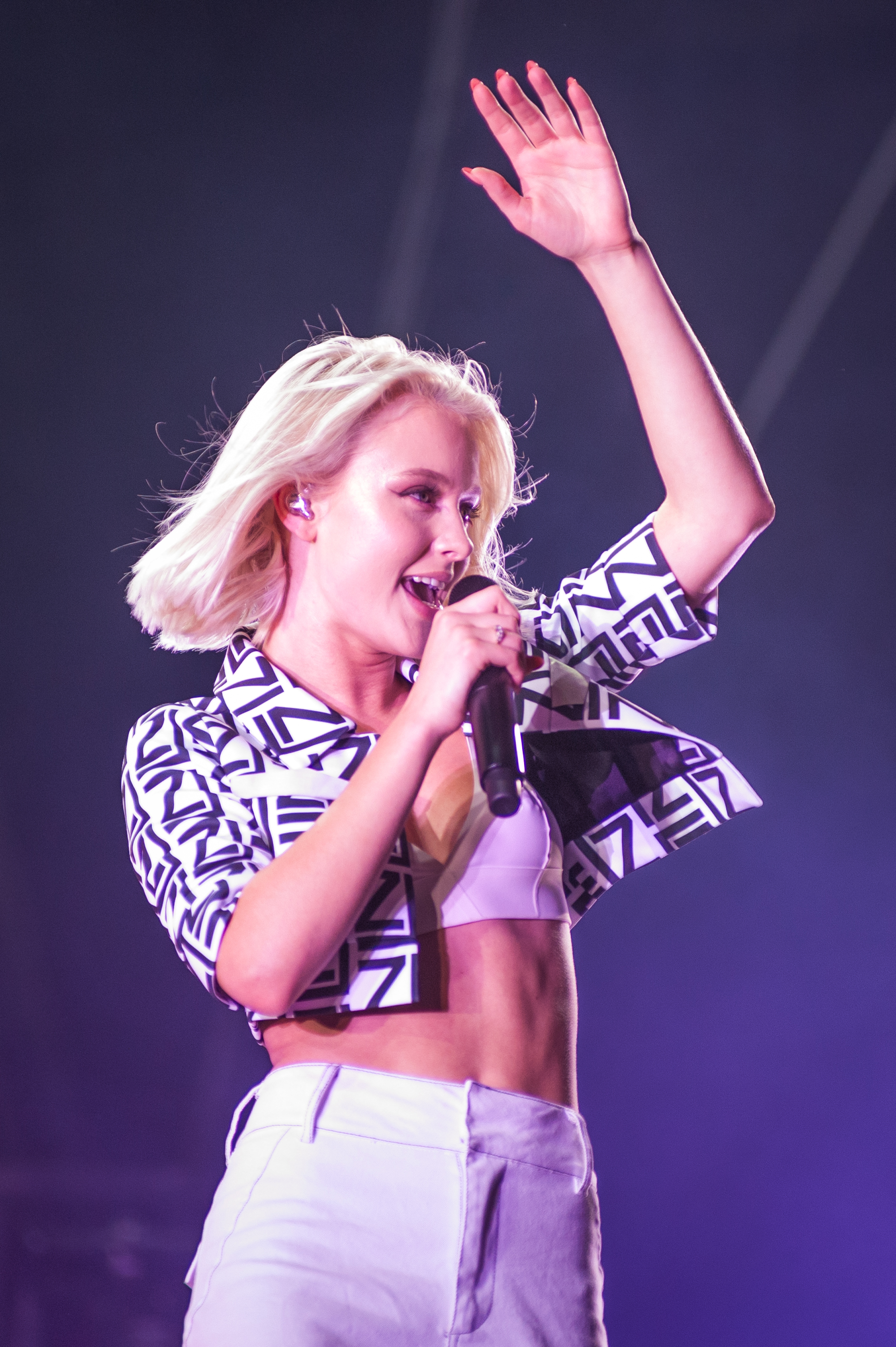
Для дополнения свой сингл «All The Time» на симлише переписала шведская певица Сара Ларрсон

Для дополнения свои синглы на симлише исполняли реальные музыканты. Например свой хит — «Pristine» на симлише перепела американская певица Snail Mail, которая заметила, что ей было очень весело работать с продюсером во время перезаписи лирического текста на искусственном языке, певица заметила, что она без каких либо трудностей перезаписала свой сингл, словно «это было для неё настолько естественно, будто она сим». Редакция Vice заметила, что для тех, кто знает данный хит и знаком с текстом, будет большой и забавной неожиданностью услышать данную песню в игре The Sims 4, перепетую на «тарабарщине».
Помимо этого, вместе с дополнением, в The Sims 4 была добавлена музыкальная радиостанция — «островная музыка».
| №   | Название                 | Автор(ы)          | жанр/звучит в                                  | Длительность |
| --- | ------------------------ | ----------------- | ---------------------------------------------- | ------------ |
| 1.  | «Solomon Beach Party»    | Марк Бёйс         | островное радио (полинезийская народная)       | 2:39         |
| 2.  | «Hawaii Bounce»          | Джереми Шерман    | островное радио / слайд                        | 2:15         |
| 3.  | «On The Island»          | Франк Мизен       | островное радио / слайд                        | 2:37         |
| 4.  | «Be Pacific»             | Линкольн Граундс  | островное радио / слайд                        | 3:39         |
| 5.  | «Tutira Mai Nga Iwi»     | Брюс Магиннис     | островное радио / слайд                        | 2:05         |
| 6.  | «Oceania»                | Том Фокс          | островное радио / слайд                        | 3:00         |
| 7.  | «Mora Mora»              | Джейсен Тачстоун  | островное радио / слайд                        | 3:26         |
| 8.  | «KAOLA UBULOO»           | KAI KAIPO         | островное радио / ремикс попа и народного хора | 3:33         |
| 9.  | «oo Maroo»               | Nui Nui           | островное радио / поп-музыка                   | 3:07         |
| 10. | «How It Fells»           | Zuzu              | инди                                           | 2:53         |
| 11. | «Paculiar Form of Sleep» | Wovoka Gentle     | инди                                           | 4:49         |
| 12. | «Pristine»               | Snail Mail        | инди                                           | 4:56         |
| 13. | «Cheer Up Love»          | Оливия Дин        | поп                                            | 2:31         |
| 14. | «Stay Young»             | Мэйси Питерс      | поп                                            | 3:24         |
| 15. | «Reverse N Stop»         | BC Kingdom        | поп                                            | 2:51         |
| 16. | «Beach Beach Weee»       | Hans of Ten Hands | электроника                                    | 2:39         |
| 17. | «Boogie Boardin Stasis»  | Unicorn Hunter    | электроника                                    | 3:02         |

## Восприятие
| Сводный рейтинг    | Сводный рейтинг |
| Агрегатор          | Оценка          |
| ------------------ | --------------- |
| Metacritic         | 84/100          |
| Иноязычные издания |                 |
| Издание            | Оценка          |
| TheGamer           | [ 34 ]          |
| GameSpace          | 9,2/10          |
| Digital Spy        | [ 36 ]          |
| COGconnected       | 89 %            |
| GameStar           | 83 %            |
| IGN Spain          | [ 39 ]          |
| DualShockers       | 7,5/10          |

Средняя оценка игры по версии агрегатора Metacritic составила 84 из 100 возможных. «Жизнь на острове» по состоянию на 2020 год возглавило первое место в списке лучших дополнений к The Sims 4 по версии критиков, которые похвалил расширение за предоставление красивого и безмятежного мира с уникальными игровыми механиками.
Крис Картер с сайта Destructoid заметил, что The Sims 4 по наполненности контента всё приближается к The Sims 3, если предыдущие дополнения по мнению критика добавляли новые весёлые, стрессовые ситуации, новые жизненные цели или учиняли хаос, то «Жизнь на острове» отходит наоборот от данной «энтропии», предлагая расслабляющую обстановку. Похожее мнение оставила и представительница Polygon, заметив, что если предыдущие дополнения концентрировались прежде всего на новой игровой механике, то «Жизнь на острове» концентрируется на «ощущении жизни в новом, экзотическом жизненном пространстве», а механика нового геймплея максимально привязана к определённой локации, в этом плане дополнение схоже с «Жизнью в городе». Критик IGN назвал дополнение в целом достойным, хотя и не настолько масштабным, как например дополнение о «Временах Года», но достаточным для того, чтобы погрузиться в него не следующие несколько часов. Представитель TheGamer наоборот назвал расширение самым масштабным из всех ранее выпущенных и примером качественного расширения. Критик IGN отдельно похвалил новые взаимодействия с дельфинами, заметив, что хотя их и нельзя принять в семью, по разнообразию взаимодействий, они не уступают кошкам и собакам. Представительница сайта PCgamesn заметила в дополнении явные сходства с расширением к The Sims 3 — «Райские острова», хотя оно и отказалось от управления курортами в пользу темы сохранении природы и изучения культуры туземцев.
Среди главных достоинств рецензенты заметили сам новый и обширный игровой мир Сулани, который позволит игроку погрузится в островную атмосферу и отвлечься симам от их рутинной и повседневной жизни. Критик сайта Destructoid заметил явные сходства Сулани с Сельвадорадой, но первый мир чувствуется определёно более домашним и приземлённым в сравнении с опасными джунглями Сельвадорады. Критик сайта IGN назвал Сулани самой простой версией Гавайев. Критик сайта PCgamesn назвала жизнь и изучение островов эстетическим удовольствием и заметила, что возможность передвигаться по воде между островами делает новый игровой мир The Sims 4 как никогда свободным. Рецензентка с сайта Polygon заметила, что Сулани чувствует не очередной игровой локацией, а уникальным и живым миром, идеальным местом для эскапизма.
Среди других достоинств критиками было отмечено изображение местной культуры, обилие тематических декораций навеянных полинезийскими мотивами. Критик сайта PCgamesn заметила, что The Sims 4 делает очередной шаг в сторону культурного разнообразия. Гита Джексон с сайта Kotaku отдельно заметила, что дополнение «Жизнь на Острове» впервые переносит в геймплей The Sims 4 определённые аспекты опыта и жизни представителя маргинального меньшинства (в частности коренного островитянина), и что для самих представителей этнических меньшинств такой игровой опыт позволяет им искать свою идентичность, помнить и гордится своим наследием, а не подражать нормативному, западному образу жизни.
Критики заметили, что новый игровой мир Сулани и геймплей, завязанный на воде достаточно оригинальны, чтобы предоставить симу большое количество новых занятий, пробовать новые социальные взаимодействия, и в целом симулировать новые жизненные ситуации. Холли Грин, критик журнала Paste назвала дополнение великолепным, позволяющим симу погружаться в новую атмосферу тропического острова, отдельно она заметила, что игроки, любящие испытывать своих симов без цивилизационных благ найдут на острове, на особых участках идеальные условия для выживания и добычи пропитания. Похожее мнение оставил и критик сайта IGN, заметив, что возможность «выживания» на особых участках является лучим компромиссом для игроков, которые сочтут тему дополнения слишком скучной для себя, лишённой динамики. Представительница PCgamesn отдельно высоко оценила факт того, что персонаж может выступать «экологическим воином», а результаты очистки мусора сказываются значительно на внешнем облике острова, таким образом прививая на радость Гринпис в игроке значимость проблемы с загрязнением окружающей среды, актуальной сегодня как никогда.
Дейв Тьер с сайта Forbes, обозревая дополнение с точки зрения игрока-строителя заметил в новой коллекции объектов явную схожесть с таковыми с игрового набора «Приключение в джунглях» и отдельно оценил введение шезлонгов и возможность строить новый стеклянный пол и отдельно заметил, что для оформления прибрежного дома подойдут и вещи морской тематики с дополнения «Кошки и Собаки». Критик IGN указал на явно малое количество коллекции мебели в сравнении с предыдущими дополнениями. Рецензент TheGamer заметил наоборот, что, несмотря на малую коллекцию мебели, она особо отличается своим красивым дизайном и проработанностью в деталях.

### Комментарии
1. 1 2  В базовой The Sims 4 прежде можно было плавать в только в бассейнах

1. 1 2 3  The Sims 4 Reveals Mermaids and Magic at EA Play (англ.). Game Rant (8 июня 2019). Дата обращения: 8 июня 2019. Архивировано 8 июня 2019 года.
2. ↑  soprao. #E3 2019 Die Sims 4 Inselleben ab 21. Juni für PS4 erhältlich (нем.). PlayStation Info (8 июня 2019). Дата обращения: 9 мая 2020. Архивировано 2 марта 2021 года.
3. ↑  The Sims 4. Жизнь на острове. Дополнение [PC, Цифровая версия]. 1c-interes. Дата обращения: 9 мая 2020. Архивировано 26 января 2021 года.
4. ↑  Leon Hurley 2019-06-08T21:50:37Z News. The Sims 4 Island Living expansion adds a tropical paradise with oceans, mermaids, and dolphins (англ.). gamesradar. Дата обращения: 8 июня 2019. Архивировано 8 июня 2019 года.
5. 1 2 3  Lu Yin Wai. 5 New Gameplay Features On The Sims 4: Island Expansion That You'll Be Salty AF To Miss (англ.). Vulcan Post (13 июня 2019). Дата обращения: 14 июня 2019. Архивировано 26 ноября 2020 года.
6. ↑  Jess Lee. The Sims 4 announces Island Living expansion pack with mermaids, coming this month (англ.). Digital Spy (8 июня 2019). Дата обращения: 8 июня 2019. Архивировано 8 июня 2019 года.
7. ↑  Alice O'Connor. The Sims 4: Island Living is not set in the Outer Hebrides (англ.). Rock, Paper, Shotgun (8 июня 2019). Дата обращения: 8 июня 2019. Архивировано 8 июня 2019 года.
8. 1 2 3 4  The Sims. The Sims 4: EA PLAY Stream 2019 (8 июня 2019). Дата обращения: 8 июня 2019. Архивировано 8 июня 2019 года.
9. 1 2 3 4 5  Electronic Arts. За кулисами «The Sims™ 4 Жизнь на острове». Electronic Arts Inc. (12 июня 2019). Дата обращения: 25 июня 2019.
10. ↑  Krista. The Sims 4 Island Living: Information About New Weather Types (англ.). Sims Community (12 июня 2019). Дата обращения: 13 июня 2019. Архивировано 17 июня 2019 года.
11. 1 2  Sims 4 Island Living - Developer Interview With Jill Johnson (англ.). Gamebyte (10 сентября 2019). Дата обращения: 2 ноября 2019. Архивировано 2 ноября 2019 года.
12. ↑  Cass Marshall. How The Sims 4’s Island Living team built secret mermaids and better jobs. Polygon (1 июля 2019). Дата обращения: 3 июля 2019. Архивировано 2 июля 2019 года.
13. ↑  The English Simmer @EA Play. Island Living includes the first official wlw couple in The Sims franchise (англ.). @EnglishSimmer (1 января 2019). Дата обращения: 12 июня 2019.
14. ↑  Jess Lee. Sims 4 adds first pre-made transgender Sim with Island Living expansion (англ.). Digital Spy (20 июня 2019). Дата обращения: 20 июня 2019. Архивировано 20 июня 2019 года.
15. ↑  Sims 4: Another rumoured "leak" of an Island life expansion [video] (англ.). The South African (5 июня 2019). Дата обращения: 8 июня 2019. Архивировано 8 июня 2019 года.
16. ↑  Christopher Livingston. Origin may have leaked the next Sims 4 expansion, Island Living (англ.). PC Gamer (7 июня 2019). Дата обращения: 8 июня 2019. Архивировано 8 июня 2019 года.
17. ↑  Michael McWhertor. The Sims 4 Island Living coming this summer. Polygon (8 июня 2019). Дата обращения: 8 июня 2019. Архивировано 8 июня 2019 года.
18. ↑  Sims 4: Island Living Reveal Trailer — IGN (англ.). Дата обращения: 8 июня 2019. Архивировано 8 июня 2019 года.
19. ↑  E3 2019: The Sims 4 “Island Living” Expansion Revealed At EA Play – Brinkwire (англ.) (недоступная ссылка — история). Дата обращения: 11 июня 2019.
20. ↑  Published 9 hours ago on 11 June 2019. E3 2019: EA’s big six trailers — ‘Star Wars Jedi,’ ‘Fifa 20,’ ‘The Sims 4,’ and more (VIDEO) | Malay Mail (англ.). www.malaymail.com. Дата обращения: 11 июня 2019. Архивировано 11 июня 2019 года.
21. ↑  К The Sims 4 выйдет дополнение Island Living. www.igromania.ru. Дата обращения: 8 июня 2019. Архивировано 8 июня 2019 года.
22. ↑  Michael Duke. This is the dawn of a new era. We can announce our pc and console dates at the same time and we will keep trying to bring things closer together. (англ.). @SimGuruDuke (1 января 2019). Дата обращения: 9 июня 2019.
23. ↑  Krista. The Sims 4 Island Living: Console Pre-Order (англ.). Sims Community (9 июня 2019). Дата обращения: 11 июня 2019. Архивировано 9 июня 2019 года.
24. ↑  [UPDATE] EA set to withdraw support for The Sims 4 on older machines (англ.). MSPoweruser (11 июня 2019). Дата обращения: 14 июня 2019. Архивировано 12 июня 2019 года.
25. ↑  EA Play: The Sims 4's Next Expansion Pack Is Island Living (англ.). ScreenRant (8 июня 2019). Дата обращения: 11 июня 2019. Архивировано 9 июня 2019 года.
26. ↑  Emma Welch-Murphy. Moana Actress Lends Her Voice To The Sims 4 Island Living (англ.). Game Informer. Дата обращения: 22 июня 2019. Архивировано 21 июня 2019 года.
27. ↑  The Sims 4 Island Living Lands on PC (англ.). GameSpace.com (21 июня 2019). Дата обращения: 22 июня 2019. Архивировано 22 июня 2019 года.
28. ↑  SimsVIP. The Sims 4 on Consoles: Complete List of DLC Release Dates (англ.). SimsVIP (18 января 2018). Дата обращения: 9 мая 2020. Архивировано 1 октября 2020 года.
29. ↑  PC Games Charts. World of Games. Дата обращения: 9 мая 2020.
30. ↑  Snail Mail Releases Simlish Version Of "Pristine". Stereogum (21 июня 2019). Дата обращения: 21 июня 2019. Архивировано 21 июня 2019 года.
31. ↑  Snail Mail sings “Pristine” in Simlish for Sims 4: Island Living: Stream (англ.). www.yahoo.com. Дата обращения: 21 июня 2019. Архивировано 21 июня 2019 года.
32. ↑  Josh Terry, Colin Joyce. You Need to Hear the Nonsense 'Sims' Version of Snail Mail's 'Pristine' (англ.). Vice (21 июня 2019). Дата обращения: 21 июня 2019. Архивировано 21 июня 2019 года.
33. 1 2  The Sims 4: Island Living (англ.). Metacritic. Дата обращения: 28 июня 2019. Архивировано 14 мая 2020 года.
34. 1 2 3 4 5  Sims 4: Island Living Review: Dive Into The Most Detailed Expansion To Date (англ.). TheGamer (22 июня 2019). Дата обращения: 23 июня 2019. Архивировано 23 июня 2019 года.
35. ↑  The Sims 4 – Island Living Expansion Pack Review! (англ.). GameSpace.com (26 июня 2019). Дата обращения: 28 июля 2020. Архивировано 20 июня 2020 года.
36. ↑  Jess Lee. The Sims 4: Island Living review – welcome to Sulani (англ.). Digital Spy (27 июня 2019). Дата обращения: 28 июня 2019. Архивировано 29 июня 2019 года.
37. ↑  The Sims 4: Island Living Review - Living In Paradise (англ.). COGconnected. Дата обращения: 28 июля 2020. Архивировано 21 июля 2020 года.
38. ↑  Die Sims 4: Inselleben - Das bisher beste Addon im Test (нем.). Gamestar (25 июня 2019). Дата обращения: 28 июля 2020. Архивировано 16 июля 2020 года.
39. 1 2 3 4 5 6  Por Ángel Llamas. Análisis de Los Sims 4: Vida Isleña para PC (исп.). IGN España (21 июня 2019). Дата обращения: 22 июня 2019. Архивировано 21 июня 2019 года.
40. ↑  The Sims 4: Island Living Review — A Pleasant Tropical Getaway (англ.). DualShockers (26 июня 2019). Дата обращения: 28 июля 2020. Архивировано 6 июня 2020 года.
41. ↑  The Sims 4 Expansion Packs Ranked, According to Critics (англ.). CBR (22 июля 2020). Дата обращения: 28 июля 2020. Архивировано 28 июля 2020 года.
42. 1 2 3  The Sims 4's Island Living is one of the chillest expansions yet (англ.). Destructoid. Дата обращения: 22 июня 2019. Архивировано 6 августа 2020 года.
43. 1 2  Cass Marshall. The Sims 4’s Island Living expansion is an oasis of escapism. Polygon (24 июня 2019). Дата обращения: 25 июня 2019. Архивировано 25 июня 2019 года.
44. 1 2 3 4 5  The Sims 4 Island Living lets you lecture litterbugs and pee in the mermaid-filled ocean (англ.). PCGamesN. Дата обращения: 22 июня 2019. Архивировано 21 июня 2019 года.
45. 1 2 3  The Sims 4: Island Living Expansion Lets You Ruin Your Sim's Life by Living Off The Grid (англ.). pastemagazine.com. Дата обращения: 22 июня 2019. Архивировано 22 июня 2019 года.
46. ↑  Gita Jackson. The Latest Sims 4 Expansion Is Fascinating, But Not Because Of Mermaids (англ.). Kotaku. Дата обращения: 22 июня 2019. Архивировано 22 июня 2019 года.
47. ↑  Dave Thier. Everything In 'The Sims 4' Island Living Expansion Pack (англ.). Forbes. Дата обращения: 22 июня 2019. Архивировано 21 июня 2019 года.